# Дифениламин
Дифенилами́н ((N-фенил)-анилин, анилинобензол) — органическое вещество с формулой (С6Н5)2NН. Также его называют N-фениламинобензолом.

## Физические свойства
Дифениламин представляет собой бесцветные кристаллы, темнеющие на свету.
Температура плавления 54-55 °C, температура кипения 302 °C,температура воспламенения 153 °C, температура самовоспламенения. 633 °C.
Удельная теплоёмкость составляет 1,412 Дж/(г*К) рКа 0,9 (25 °C, вода).
Легко растворим в диэтиловом эфире, бензоле, ацетоне, четырёххлористом углероде. Растворимость при 25 °C в 100 г этанола — 44 г, метанола — 57,5 г, воды — 0,03 г.

## Химические свойства
С концентрированными минеральными кислотами дифениламин образует соли, гидролизующиеся разбавленными кислотами и водой. Атом Н, связанный с N, может быть замещён на атом щелочного металла; замена его на алкил, арил или ацил происходит труднее, чем у анилина, например N-ацетилдифениламин образуется при ацетилировании дифениламин уксусным ангидридом в присутствии НClO4 при 80-100 °C.
Дифениламин легко нитрозируется при взаимодействии с HNO2 до N-нитрозодифениламина: нитруется значительно легче бензола до тринитропроизводных, галогенируется до тетра- и гексагалогенопроизводных, легко алкилируется в присутствии кислотных катализаторов в параположение.

## Получение
В промышленности дифениламин получают взаимодействием эквимолярных количеств анилина с гидрохлоридом анилина (катализатор — HCl, AlCl3, NH4BF4 или другие) в автоклаве при 300 °C (выход 50-60 %):
{\displaystyle {\ce {C_6H_5NH_2 + C_6H_5NH_3*Cl -> (C_6H_5)_2NH + NH_4Cl}}}
или пропусканием паров анилина (400 °C) через Аl2О3, очищают фракционной перегонкой или перекристаллизацией из бутанола.

## Применение
Дифениламин — исходный продукт в производстве антиоксидантов для полимеров; стабилизатор и флегматизатор термо- и атмосферостойкости нитратов целлюлозы, в том числе пироксилиновых порохов; промежуточный продукт в синтезе триарилметановых и азокрасителей, инсектицидов; ингибитор коррозии мягких сталей. Используется в аналитической химии для обнаружения ионов {\displaystyle {\mbox{NO}}_{2}^{-}}, {\displaystyle {\mbox{NO}}_{3}^{-}}, {\displaystyle {\mbox{ClO}}_{3}^{-}} и других окислителей, как окислительно-восстановительный индикатор (Е0 = + 0,75 В).

## Сведения о безопасности
Нижний КПВ 5 г/м3.
ОБУВ для окр ср - 0,07 мг/м3,
ЛД50 2,9 г/кг (белые мыши, перорально).